# Agrostis stolonifera
L'agrostis (Agrostis stolonifera) és una espècie de planta amb flors del gènere Agrostis dins la família de les poàcies (Poaceae).
Addicionalment pot rebre els noms d'agrostis blanca, agrostis estolonífera, bellugadís i pallenc. També s'han recollit les variants lingüístiques agrostis blanc i pellenc.
Ès una planta perenne herbàcia usada, entre altres coses per a fer una gespa. Fa estolons. Les seves tiges prostrades fan de 0,4 a 1 metre de llargada amb les làmines de les fulles de 2–10 cm de llargada i una panícula que fa uns 40 cm d'alt. Floreix de juliol a agost.

## Distribució
Es pot trobar en molts ambients i és una espècie pionera. És originària d'Euràsia i Nord d'Àfrica, possiblement també és nativa d'algunes parts d'Amèrica del Nord i ha estat introduïda en molts llocs del món.

## Cultiu
És l'espècie del gènere Agrostis més usada.
La capacitat d'aquesta planta de continuar palatable i verda a l'estiu la fa valuosa com farratge i per a gespa especialment en camps de golf.